# Circoscrizione Trentino-Alto Adige (Camera dei deputati)
La circoscrizione Trentino-Alto Adige/Südtirol è una circoscrizione elettorale italiana per l'elezione della Camera dei deputati. Nella circoscrizione vengono attualmente eletti 4 deputati in collegi uninominali e 3 in un collegio plurinominale.

## Storia
La circoscrizione venne istituita dalla legge elettorale del 1993 e sostituiva la precedente circoscrizione Trento-Bolzano (o circoscrizione VIII) in vigore per tutte le elezioni politiche italiane dal 1948 al 1992. Fu confermata nelle successive leggi elettorali.
Nel 1993 furono istituiti 8 collegi elettorali uninominali. 2 dei 10 eletti venivano eletti con il sistema del recupero proporzionale.
La legge elettorale del 2005 ha abrogato i collegi uninominali eleggendo i deputati con il sistema proporzionale con premio di maggioranza su base nazionale.
La legge elettorale del 2015, effettiva dal 1º luglio 2016 e disciplinante solo la Camera, ha fatto rientrare in vigore il sistema degli otto collegi uninominali con recupero proporzionale in Trentino-Alto Adige come stabilito nel 1993.
La legge elettorale del 2017 ha istituito il collegio plurinominale Trentino-Alto Adige - 01 per l'elezione dei deputati nella parte proporzionale e ha ridotto a 6 i collegi uninominali.

## Territorio
Il territorio della circoscrizione corrisponde, fin dalla sua istituzione, a quello della regione Trentino-Alto Adige.
La circoscrizione è stata divisa inizialmente in 8 collegi uninominali abrogati poi nel 2005 e rientrati in vigore nel 2016. Dal 2017 sono presenti collegi uninominali (inizialmente 6, dal 2020 ridotti a 4) e il collegio plurinominale Trentino-Alto Adige - 01.

## Seggi
La Costituzione prescrive che la ripartizione dei deputati avvenga su base circoscrizione in proporzione alla popolazione. Dal 1993 al 2011 alla circoscrizione Trentino-Alto Adige/Südtirol spettavano 10 deputati. Dalle elezioni del 2013, dopo il censimento del 2011, i seggi spettanti alla regione sono passati da 10 a 11.
Con la riduzione del numero dei parlamentari nel 2020 i seggi spettanti alla regione sono passati a 7, sono eletti 4 deputati in collegi uninominali.

## Dal 1993 al 2005
Con la legge Mattarella alla circoscrizione spettavano 10 seggi, di cui 8 eletti con collegi uninominali a turno unico e 2 eletti con sistema proporzionale.
L'attribuzione dei primi 8 seggi avveniva in base a un sistema maggioritario a turno unico (plurality): veniva eletto parlamentare il candidato che avesse riportato la maggioranza relativa dei suffragi nel collegio. I rimanenti 2 seggi erano invece assegnati con un metodo proporzionale. Pertanto l'elettore godeva di una scheda elettorale separata per l'attribuzione dei seggi residui, a cui accedevano solo i partiti che avessero superato la soglia di sbarramento nazionale del 4%. Il calcolo dei seggi spettanti a ciascuna lista veniva effettuata nel collegio unico nazionale mediante il metodo Hare dei quozienti naturali e dei più alti resti; tali seggi venivano poi ripartiti, in ragione delle percentuali delle singole liste a livello locale, fra le 26 circoscrizioni plurinominali in cui era suddiviso il territorio nazionale, e all'interno delle quali i singoli candidati - che potevano corrispondere a quelli presentatisi nei collegi uninominali - venivano proposti in un sistema di liste bloccate senza possibilità di preferenze. Il meccanismo era però integrato dal metodo dello scorporo, volto a dar compensazione ai partiti minori fortemente danneggiati dall'uninominale: successivamente alla determinazione della soglia di sbarramento, ma antecedentemente al riparto dei seggi, alle singole liste venivano decurtati tanti voti quanti ne erano serviti a far eleggere i vincitori nell'uninominale - cioè i voti del secondo classificato più uno - i quali erano obbligati a collegarsi a una lista circoscrizionale.

### Collegi uninominali
Alla circoscrizione sono attribuiti 10 seggi: 8 sono assegnati con sistema maggioritario, all'interno di altrettanti collegi uninominali; 2 con sistema proporzionale, con il sistema del recupero proporzionale.
| Mappa | Collegio                         | Comuni |
| ----- | -------------------------------- | --- |
|       | 1. Bolzano                       | - Bolzano - Laives |
|       | 2. Appiano sulla Strada del Vino | - Aldino - Andriano - Anterivo - Appiano sulla Strada del Vino - Badia - Barbiano - Bronzolo - Caldaro sulla Strada del Vino - Castelrotto - Cornedo all'Isarco - Cortaccia sulla Strada del Vino - Cortina sulla Strada del Vino - Corvara in Badia - Egna - Fiè allo Sciliar - La Valle - Magrè sulla Strada del Vino - Marebbe - Meltina - Montagna - Nova Levante - Nova Ponente - Ora - Ortisei - Renon - Salorno - San Genesio Atesino - San Martino in Badia - Santa Cristina Valgardena - Sarentino - Selva di Val Gardena - Terlano - Termeno sulla Strada del Vino - Tires - Trodena - Vadena |
|       | 3. Merano                        | - Avelengo - Caines - Castelbello-Ciardes - Cermes - Curon Venosta - Gargazzone - Glorenza - Laces - Lagundo - Lana - Lasa - Lauregno - Malles Venosta - Marlengo - Martello - Merano - Moso in Passiria - Nalles - Naturno - Parcines - Plaus - Postal - Prato allo Stelvio - Proves - Rifiano - San Leonardo in Passiria - San Martino in Passiria - San Pancrazio - Scena - Senales - Senale-San Felice - Silandro - Sluderno - Stelvio - Tesimo - Tirolo - Tubre - Ultimo - Verano |
|       | 4. Bressanone                    | - Braies - Brennero - Bressanone - Brunico - Campo di Trens - Campo Tures - Chienes - Chiusa - Dobbiaco - Falzes - Fortezza - Funes - Gais - Laion - Luson - Monguelfo - Naz-Sciaves - Perca - Ponte Gardena - Predoi - Racines - Rasun Anterselva - Rio di Pusteria - Rodengo - San Candido - San Lorenzo di Sebato - Selva dei Molini - Sesto - Terento - Val di Vizze - Valdaora - Valle Aurina - Valle di Casies - Vandoies - Varna - Velturno - Villabassa - Villandro - Vipiteno |
|       | 5. Trento                        | - Aldeno - Calavino - Cavedine - Cimone - Garniga - Lasino - Padergnone - Terlago - Trento - Vezzano |
|       | 6. Rovereto                      | - Ala - Arco - Avio - Besenello - Bezzecca - Brentonico - Calliano - Concei - Drena - Dro - Folgaria - Isera - Lavarone - Luserna - Molina di Ledro - Mori - Nago-Torbole - Nogaredo - Nomi - Pieve di Ledro - Pomarolo - Riva del Garda - Ronzo-Chienis - Rovereto - Tenno - Terragnolo - Tiarno di Sopra - Tiarno di Sotto - Trambileno - Vallarsa - Villa Lagarina - Volano |
|       | 7. Lavis                         | - Amblar - Andalo - Bersone - Bleggio Inferiore - Bleggio Superiore - Bocenago - Bolbeno - Bondo - Bondone - Breguzzo - Bresimo - Brez - Brione - Caderzone - Cagnò - Caldes - Campodenno - Carisolo - Castel Condino - Castelfondo - Cavareno - Cavedago - Cavizzana - Cimego - Cis - Cles - Cloz - Commezzadura - Condino - Coredo - Croviana - Cunevo - Dambel - Daone - Darè - Denno - Dimaro - Don - Dorsino - Faedo - Fai della Paganella - Fiavé - Flavon - Fondo - Giustino - Lardaro - Lavis - Livo - Malé - Malosco - Massimeno - Mezzana - Mezzocorona - Mezzolombardo - Molveno - Monclassico - Montagne - Nanno - Nave San Rocco - Ossana - Peio - Pellizzano - Pelugo - Pieve di Bono - Pinzolo - Praso - Preore - Prezzo - Rabbi - Ragoli - Revò - Romallo - Romeno - Roncone - Ronzone - Roveré della Luna - Ruffrè - Rumo - San Lorenzo in Banale - San Michele all'Adige - Sanzeno - Sarnonico - Sfruz - Smarano - Spiazzo - Spormaggiore - Sporminore - Stenico - Storo - Strembo - Taio - Tassullo - Terres - Terzolas - Tione di Trento - Ton - Tres - Tuenno - Vermiglio - Vervò - Vigo Rendena - Villa Rendena - Zambana - Zuclo |
|       | 8. Pergine Valsugana             | - Albiano - Baselga di Piné - Bedollo - Bieno - Borgo Valsugana - Bosentino - Calceranica al Lago - Caldonazzo - Campitello di Fassa - Canal San Bovo - Canazei - Capriana - Carano - Carzano - Castello Tesino - Castello-Molina di Fiemme - Castelnuovo - Cavalese - Cembra - Centa San Nicolò - Cinte Tesino - Civezzano - Daiano - Faver - Fiera di Primiero - Fierozzo - Fornace - Frassilongo - Giovo - Grauno - Grigno - Grumes - Imer - Ivano-Fracena - Levico Terme - Lisignago - Lona-Lases - Mazzin - Mezzano - Moena - Novaledo - Ospedaletto - Palù del Fersina - Panchià - Pergine Valsugana - Pieve Tesino - Pozza di Fassa - Predazzo - Roncegno - Ronchi Valsugana - Sagron Mis - Samone - Sant'Orsola Terme - Scurelle - Segonzano - Siror - Soraga - Sover - Spera - Strigno - Telve - Telve di Sopra - Tenna - Tesero - Tonadico - Torcegno - Transacqua - Valda - Valfloriana - Varena - Vattaro - Vignola-Falesina - Vigo di Fassa - Vigolo Vattaro - Villa Agnedo - Ziano di Fiemme |

### XII legislatura

#### Risultati elettorali
| Coalizioni                            | Liste                                 | Proporzionale | Proporzionale | Proporzionale | Maggioritario | Maggioritario | Maggioritario |
| Coalizioni                            | Liste                                 | Voti          | %             | Seggi         | Voti          | %             | Seggi         |
| ------------------------------------- | ------------------------------------- | ------------- | ------------- | ------------- | ------------- | ------------- | ------------- |
| Südtiroler Volkspartei                | Südtiroler Volkspartei                | 231.842       | 36,77         | -             | 188.017       | 30,49         | 3             |
| Polo delle Libertà                    | Forza Italia                          | 98.203        | 15,58         | 1             | 127.847       | 20,74         | 4             |
| Polo delle Libertà                    | Lega Nord                             | 47.572        | 7,55          | -             | 127.847       | 20,74         | 4             |
| Progressisti                          | Partito Democratico della Sinistra    | 41.645        | 6,61          | -             | 57.925        | 9,39          | -             |
| Progressisti                          | Federazione dei Verdi                 | 28.214        | 4,48          | -             | 57.925        | 9,39          | -             |
| Progressisti                          | La Rete                               | 15.954        | 2,53          | -             | 57.925        | 9,39          | -             |
| Progressisti                          | Rifondazione Comunista                | 14.406        | 2,29          | -             | 57.925        | 9,39          | -             |
| Progressisti                          | Partito Socialista Italiano           | 5.675         | 0,90          | -             | 57.925        | 9,39          | -             |
| Patto per l'Italia                    | Partito Popolare Italiano             | 73.245        | 11,62         | 1             | 70.346        | 11,41         | -             |
| Alleanza Nazionale                    | Alleanza Nazionale                    | 56.590        | 8,98          | -             | 62.022        | 10,06         | 1             |
| Autonomia Democratica Altoatesina     | Autonomia Democratica Altoatesina     | 12.898        | 2,05          | -             | 45.409        | 7,36          | -             |
| Partito della Legge Naturale          | Partito della Legge Naturale          | 4.215         | 0,67          | -             | 6.046         | 0,98          | -             |
| Partito Autonomista Trentino Tirolese | Partito Autonomista Trentino Tirolese | N.D.          | N.D.          | N.D.          | 58.962        | 9,56          | -             |
| Totale                                | Totale                                | 630.459       |               | 2             | 616.574       |               | 8             |

#### Eletti

##### Parte proporzionale
| Forza Italia          | Partito Popolare Italiano |
| --------------------- | ------------------------- |
|                       |                           |
| - Giancarlo Innocenzi | - Renzo Gubert            |

### Parte maggioritaria
Eletti nel Polo delle Libertà (FI - LN)
     Eletti in Alleanza Nazionale
     Eletti nel Südtiroler Volkspartei
| Collegio                      | Deputato | Deputato            | Partito |
| ----------------------------- | -------- | ------------------- | ------- |
| Bolzano                       |          | Pietro Mitolo       | AN      |
| Appiano sulla Strada del Vino |          | Siegfried Brugger   | SVP     |
| Merano                        |          | Karl Zeller         | SVP     |
| Bressanone                    |          | Hans Widmann        | SVP     |
| Trento                        |          | Elisabetta Bertotti | LN      |
| Rovereto                      |          | Sergio Chiesa       | FI      |
| Lavis                         |          | Paolo Odorizzi      | FI      |
| Pergine Valsugana             |          | Rolando Fontan      | LN      |

### XIII legislatura

#### Risultati elettorali
| Coalizioni                   | Liste                              | Proporzionale | Proporzionale | Proporzionale | Maggioritario          | Maggioritario    | Maggioritario |
| Coalizioni                   | Liste                              | Voti          | %             | Seggi         | Voti                   | %                | Seggi         |
| ---------------------------- | ---------------------------------- | ------------- | ------------- | ------------- | ---------------------- | ---------------- | ------------- |
| L'Ulivo SVP -PATT            | Popolari per Prodi                 | 99.531        | 17,66         | -             | 170.023 156.708 44.827 | 27,95 25,76 7,37 | 4 3 -         |
| L'Ulivo SVP -PATT            | Partito Democratico della Sinistra | 52.290        | 9,28          | -             | 170.023 156.708 44.827 | 27,95 25,76 7,37 | 4 3 -         |
| L'Ulivo SVP -PATT            | Rinnovamento Italiano              | 50.180        | 8,91          | -             | 170.023 156.708 44.827 | 27,95 25,76 7,37 | 4 3 -         |
| L'Ulivo SVP -PATT            | Federazione dei Verdi              | 27.795        | 4,93          | -             | 170.023 156.708 44.827 | 27,95 25,76 7,37 | 4 3 -         |
| Polo per le Libertà          | Forza Italia                       | 80.449        | 14,28         | -             | 148.179                | 24,36            | 1             |
| Polo per le Libertà          | Alleanza Nazionale                 | 65.803        | 11,68         | 1             | 148.179                | 24,36            | 1             |
| Polo per le Libertà          | CCD-CDU                            | 28.468        | 5,05          | -             | 148.179                | 24,36            | 1             |
| Lega Nord                    | Lega Nord                          | 74.586        | 13,24         | 1             | 57.770                 | 9,50             | -             |
| Union für Südtirol           | Union für Südtirol                 | 55.548        | 9,86          | -             | 23.032                 | 3,79             | -             |
| Rifondazione Comunista       | Rifondazione Comunista             | 20.496        | 3,64          | -             | N.D.                   | N.D.             | N.D.          |
| Partito della Legge Naturale | Partito della Legge Naturale       | 8.298         | 1,47          | -             | 7.708                  | 1,27             | -             |
| Totale                       | Totale                             | 563.444       |               | 2             | 608.247                |                  | 8             |

#### Eletti

##### Parte proporzionale
| Lega Nord        | Alleanza Nazionale |
| ---------------- | ------------------ |
|                  |                    |
| - Rolando Fontan | - Pietro Mitolo    |

### Parte maggioritaria
Eletti nell'Ulivo (PDS - P-S-P-U-P - RI - FdV)
     Eletti nel Polo per le Libertà (FI - AN - CCD - CDU)
     Eletti nel Südtiroler Volkspartei
| Collegio                      | Deputato | Deputato          | Partito |
| ----------------------------- | -------- | ----------------- | ------- |
| Bolzano                       |          | Franco Frattini   | FI      |
| Appiano sulla Strada del Vino |          | Siegfried Brugger | SVP     |
| Merano                        |          | Karl Zeller       | SVP     |
| Bressanone                    |          | Hans Widmann      | SVP     |
| Trento                        |          | Sandro Schmid     | PDS     |
| Rovereto                      |          | Marco Boato       | FdV     |
| Lavis                         |          | Luigi Olivieri    | PDS     |
| Pergine Valsugana             |          | Giuseppe Detomas  | UAL     |

### XIV legislatura

#### Risultati elettorali
| Coalizioni                                 | Liste                   | Proporzionale | Proporzionale | Proporzionale | Maggioritario          | Maggioritario    | Maggioritario |
| Coalizioni                                 | Liste                   | Voti          | %             | Seggi         | Voti                   | %                | Seggi         |
| ------------------------------------------ | ----------------------- | ------------- | ------------- | ------------- | ---------------------- | ---------------- | ------------- |
| L'Ulivo-SVP Südtiroler Volkspartei L'Ulivo | Südtiroler Volkspartei  | 200.059       | 32,88         | -             | 190.556 173.735 24.031 | 31,22 28,46 3,94 | 5 3 -         |
| L'Ulivo-SVP Südtiroler Volkspartei L'Ulivo | La Margherita           | 70.853        | 11,54         | 1             | 190.556 173.735 24.031 | 31,22 28,46 3,94 | 5 3 -         |
| L'Ulivo-SVP Südtiroler Volkspartei L'Ulivo | Democratici di Sinistra | 54.155        | 8,90          | -             | 190.556 173.735 24.031 | 31,22 28,46 3,94 | 5 3 -         |
| L'Ulivo-SVP Südtiroler Volkspartei L'Ulivo | Il Girasole             | 23.663        | 3,89          | -             | 190.556 173.735 24.031 | 31,22 28,46 3,94 | 5 3 -         |
| L'Ulivo-SVP Südtiroler Volkspartei L'Ulivo | Comunisti Italiani      | 3.046         | 0,50          | -             | 190.556 173.735 24.031 | 31,22 28,46 3,94 | 5 3 -         |
| Casa delle Libertà                         | Forza Italia            | 100.801       | 16,57         | 1             | 189.540                | 31,05            | -             |
| Casa delle Libertà                         | Alleanza Nazionale      | 57.865        | 9,51          | -             | 189.540                | 31,05            | -             |
| Casa delle Libertà                         | Lega Nord               | 22.273        | 3,66          | -             | 189.540                | 31,05            | -             |
| Casa delle Libertà                         | CCD-CDU                 | 12.673        | 2,08          | -             | 189.540                | 31,05            | -             |
| Italia dei Valori                          | Italia dei Valori       | 24.663        | 4,05          | -             | 26.014                 | 4,26             | -             |
| Rifondazione Comunista                     | Rifondazione Comunista  | 16.510        | 2,71          | -             | N.D.                   | N.D.             | N.D.          |
| Lista Emma Bonino                          | Lista Emma Bonino       | 11.808        | 1,94          | -             | 6.471                  | 1,06             | -             |
| Democrazia Europea                         | Democrazia Europea      | 9.643         | 1,58          | -             | N.D.                   | N.D.             | N.D.          |
| Abolizione Scorporo                        | Abolizione Scorporo     | 501           | 0,08          | -             | N.D.                   | N.D.             | N.D.          |
| Totale                                     | Totale                  | 608.513       |               | 2             | 610.347                |                  | 8             |

#### Eletti

##### Parte proporzionale
| Forza Italia                 | La Margherita       |
| ---------------------------- | ------------------- |
|                              |                     |
| - Paolo Scarpa Bonazza Buora | - Sergio Mattarella |

##### Parte maggioritaria
Eletti nell'Ulivo (DS - DL - Girasole - PdCI)
     Eletti nel Südtiroler Volkspartei 
| Collegio                      | Deputato | Deputato           | Partito  |
| ----------------------------- | -------- | ------------------ | -------- |
| Bolzano                       |          | Gianclaudio Bressa | DL (PPI) |
| Appiano sulla Strada del Vino |          | Siegfried Brugger  | SVP      |
| Merano                        |          | Karl Zeller        | SVP      |
| Bressanone                    |          | Hans Widmann       | SVP      |
| Trento                        |          | Giovanni Kessler   | DS       |
| Rovereto                      |          | Marco Boato        | FdV      |
| Lavis                         |          | Luigi Olivieri     | DS       |
| Pergine Valsugana             |          | Giuseppe Detomas   | UAL      |

## Dal 2005 al 2017
Con la legge Calderoli, alla circoscrizione Trentino-Alto Adige spettavano 11 seggi eletti con sistema proporzionale e premio di maggioranza.
Nel 2006 e nel 2008 la circoscrizione ha eletto 10 deputati ma a seguito del censimento del 2011 la circoscrizione ha guadagnato un rappresentante arrivando ad eleggere 11 deputati nel 2013.
Il sistema di assegnazione dei seggi avveniva a seguito della attribuzione, nel collegio elettorale unico (escluso quindi la circoscrizione Estero), di un premio di maggioranza di 340 seggi alla coalizione vincente a livello nazionale (con soglie di sbarramento, limitazioni ecc.) e alla successiva suddivisione dei seggi guadagnati da ogni lista fra le varie circoscrizioni, in proporzione ai voti ottenuti da ogni lista locale.
Nel compiere tale riparto, essendo fisso e immutabile il numero totale di seggi assegnati a ogni lista, poteva verificarsi la necessità di variare il numero di seggi originariamente attribuiti alle singole circoscrizioni elettorali.

### Dal 2016 al 2017
La legge Italicum, disciplinante la sola Camera dei deputati, ha riportato in vigore il sistema elettivo del 1993 in Trentino-Alto Adige con gli otto collegi uninominali. La legge, effettiva dal 1º luglio 2016 al 2017, non è stata mai utilizzata in alcuna elezione venendo sostituita dalla legge Rosato.
I collegi uninominali previsti dal decreto legislativo 7 agosto 2015, n. 122 erano gli stessi del 1993 con una diversa denominazione: Trentino-Alto Adige/Südtirol - 01, Trentino-Alto Adige/Südtirol - 02, Trentino-Alto Adige/Südtirol - 03, Trentino-Alto Adige/Südtirol - 04, Trentino-Alto Adige/Südtirol - 05, Trentino-Alto Adige/Südtirol - 06, Trentino-Alto Adige/Südtirol - 07 e Trentino-Alto Adige/Südtirol - 08.

### XV legislatura

#### Risultati elettorali
|                               | Südtiroler Volkspartei                            | 182 704 | 28,51 | 4  |  |  |  |  |  |
|                               | L'Ulivo                                           | 132 589 | 20,69 | 3  |  |  |  |  |  |
|                               | Federazione dei Verdi                             | 25 121  | 3,92  | 1  |  |  |  |  |  |
|                               | Partito della Rifondazione Comunista              | 19 545  | 3,05  | –  |  |  |  |  |  |
|                               | Italia dei Valori                                 | 12 238  | 1,91  | –  |  |  |  |  |  |
|                               | Rosa nel Pugno                                    | 11 366  | 1,77  | –  |  |  |  |  |  |
|                               | Partito dei Comunisti Italiani                    | 6 901   | 1,08  | –  |  |  |  |  |  |
|                               | Partito Pensionati                                | 5 375   | 0,84  | –  |  |  |  |  |  |
|                               | Popolari UDEUR                                    | 1 509   | 0,24  | –  |  |  |  |  |  |
|                               | Totale coalizione                                 | 397 348 | 62,00 | 8  |  |  |  |  |  |
|                               | Forza Italia                                      | 106 678 | 16,64 | 1  |  |  |  |  |  |
|                               | Alleanza Nazionale                                | 52 139  | 8,14  | 1  |  |  |  |  |  |
|                               | Unione dei Democratici Cristiani e di Centro      | 31 161  | 4,86  | –  |  |  |  |  |  |
|                               | Lega Nord – MPA                                   | 28 756  | 4,49  | 1  |  |  |  |  |  |
|                               | Fiamma Tricolore                                  | 3 694   | 0,58  | –  |  |  |  |  |  |
|                               | Alternativa Sociale                               | 2 276   | 0,36  | –  |  |  |  |  |  |
|                               | Democrazia Cristiana per le Autonomie – Nuovo PSI | 1 676   | 0,26  | –  |  |  |  |  |  |
|                               | Totale coalizione                                 | 226 380 | 35,32 | 3  |  |  |  |  |  |
|                               | Die Freiheitlichen                                | 17 183  | 2,68  | –  |  |  |  |  |  |
| Totale                        | Totale                                            | 640 911 | 100   | 11 |  |  |  |  |  |
|                               |                                                   |         |       |    |  |  |  |  |  |
| Voti non validi               | Voti non validi                                   | 20 571  | 3,11  |    |  |  |  |  |  |
| Votanti                       | Votanti                                           | 661 482 | 87,73 |    |  |  |  |  |  |
| Elettori                      | Elettori                                          | 753 973 |       |    |  |  |  |  |  |
|                               |                                                   |         |       |    |  |  |  |  |  |
| Fonte: Ministero dell'interno |                                                   |         |       |    |  |  |  |  |  |

#### Eletti
| Südtiroler Volkspartei                                                   | L'Ulivo                                                                 | Federazione dei Verdi                |
| ------------------------------------------------------------------------ | ----------------------------------------------------------------------- | ------------------------------------ |
|                                                                          |                                                                         |                                      |
| - Siegfried Brugger - Karl Zeller - Johann Georg Widmann - Giacomo Bezzi | - → Romano Prodi - Gianclaudio Bressa - Laura Froner - Letizia De Torre | - Marco Boato                        |
| Forza Italia                                                             | Alleanza Nazionale                                                      | Lega Nord - MPA                      |
|                                                                          |                                                                         |                                      |
| - → Silvio Berlusconi - → Enrico La Loggia - Michaela Biancofiore        | - → Gianfranco Fini - → Adolfo Urso - Giorgio Holzmann                  | - → Umberto Bossi - Maurizio Fugatti |

1. ↑  Opta per la circoscrizione Emilia-Romagna
2. ↑  Dimissionaria in data 06.06.2006; subentrante: Mauro Betta
3. ↑  Opta per la circoscrizione Campania 1
4. ↑  Opta per la circoscrizione Molise
5. ↑  Opta per la circoscrizione Emilia-Romagna
6. ↑  Opta per la circoscrizione Veneto 2
7. ↑  Opta per il Parlamento europeo

### XVI legislatura

#### Risultati elettorali
|                               | Il Popolo della Libertà              | 128 994 | 20,93 | 3 |  |  |  |  |  |
|                               | Lega Nord                            | 58 062  | 9,42  | 1 |  |  |  |  |  |
|                               | Totale coalizione                    | 187 056 | 30,35 | 4 |  |  |  |  |  |
|                               | Partito Democratico                  | 150 835 | 24,48 | 3 |  |  |  |  |  |
|                               | Italia dei Valori                    | 20 460  | 3,32  | – |  |  |  |  |  |
|                               | Totale coalizione                    | 171 295 | 27,80 | 3 |  |  |  |  |  |
|                               | Südtiroler Volkspartei               | 147 718 | 23,97 | 2 |  |  |  |  |  |
|                               | Die Freiheitlichen                   | 28 340  | 4,60  | – |  |  |  |  |  |
|                               | Unione di Centro                     | 25 695  | 4,17  | – |  |  |  |  |  |
|                               | La Sinistra l'Arcobaleno             | 19 256  | 3,12  | – |  |  |  |  |  |
|                               | Union für Südtirol                   | 12 981  | 2,11  | – |  |  |  |  |  |
|                               | La Destra - Fiamma Tricolore         | 12 437  | 2,02  | – |  |  |  |  |  |
|                               | Partito Socialista                   | 2 389   | 0,39  | – |  |  |  |  |  |
|                               | Sinistra Critica                     | 2 063   | 0,33  | – |  |  |  |  |  |
|                               | Partito Liberale Italiano            | 1 937   | 0,31  | – |  |  |  |  |  |
|                               | Per il Bene Comune                   | 1 847   | 0,30  | – |  |  |  |  |  |
|                               | Partito Comunista dei Lavoratori     | 1 705   | 0,28  | – |  |  |  |  |  |
|                               | Unione Democratica per i Consumatori | 1 512   | 0,25  | – |  |  |  |  |  |
| Totale                        | Totale                               | 616 231 | 100   | 9 |  |  |  |  |  |
|                               |                                      |         |       |   |  |  |  |  |  |
| Voti non validi               | Voti non validi                      | 24 433  | 3,81  |   |  |  |  |  |  |
| Votanti                       | Votanti                              | 640 664 | 84,26 |   |  |  |  |  |  |
| Elettori                      | Elettori                             | 760 369 |       |   |  |  |  |  |  |
|                               |                                      |         |       |   |  |  |  |  |  |
| Fonte: Ministero dell'interno |                                      |         |       |   |  |  |  |  |  |

#### Eletti
| Partito Democratico                                      | Il Popolo della Libertà                                                                              | Südtiroler Volkspartei            | Lega Nord                            |
| -------------------------------------------------------- | --- | --------------------------------- | ------------------------------------ |
|                                                          | |                                   |                                      |
| - Gianclaudio Bressa - Laura Froner - Marialuisa Gnecchi | - → Silvio Berlusconi - → Gianfranco Fini - Manuela Di Centa - Giorgio Holzmann - Maurizio Del Tenno | - Siegfried Brugger - Karl Zeller | - → Umberto Bossi - Maurizio Fugatti |

1. ↑  Opta per la circoscrizione Molise
2. ↑  Opta per la circoscrizione Emilia-Romagna
3. ↑  Opta per la circoscrizione Lombardia 1

### XVII legislatura

#### Risultati elettorali
|                               | Südtiroler Volkspartei      | 146 800 | 24,21 | 5  |  |  |  |  |  |
|                               | Partito Democratico         | 101 216 | 16,69 | 3  |  |  |  |  |  |
|                               | Sinistra Ecologia Libertà   | 23 061  | 3,80  | 1  |  |  |  |  |  |
|                               | Totale coalizione           | 271 077 | 44,71 | 9  |  |  |  |  |  |
|                               | Il Popolo della Libertà     | 66 128  | 10,91 | 1  |  |  |  |  |  |
|                               | Lega Nord                   | 25 350  | 4,18  | –  |  |  |  |  |  |
|                               | La Destra                   | 3 130   | 0,52  | –  |  |  |  |  |  |
|                               | Moderati in Rivoluzione     | 1 638   | 0,27  | –  |  |  |  |  |  |
|                               | Totale coalizione           | 96 246  | 15,87 | 1  |  |  |  |  |  |
|                               | Movimento 5 Stelle          | 88 632  | 14,62 | 1  |  |  |  |  |  |
|                               | Scelta Civica               | 79 549  | 13,12 | 1  |  |  |  |  |  |
|                               | Unione di Centro            | 4 803   | 0,79  | –  |  |  |  |  |  |
|                               | Totale coalizione           | 84 352  | 13,91 | 1  |  |  |  |  |  |
|                               | Die Freiheitlichen          | 48 317  | 7,97  | –  |  |  |  |  |  |
|                               | Rivoluzione Civile          | 8 755   | 1,44  | –  |  |  |  |  |  |
|                               | Fare per Fermare il Declino | 6 308   | 1,04  | –  |  |  |  |  |  |
|                               | CasaPound                   | 2 656   | 0,44  | –  |  |  |  |  |  |
| Totale                        | Totale                      | 606 343 | 100   | 12 |  |  |  |  |  |
|                               |                             |         |       |    |  |  |  |  |  |
| Voti non validi               | Voti non validi             | 23 405  | 3,72  |    |  |  |  |  |  |
| Votanti                       | Votanti                     | 629 748 | 81,03 |    |  |  |  |  |  |
| Elettori                      | Elettori                    | 777 135 |       |    |  |  |  |  |  |
|                               |                             |         |       |    |  |  |  |  |  |
| Fonte: Ministero dell'interno |                             |         |       |    |  |  |  |  |  |

#### Eletti
| Südtiroler Volkspartei                                                                      | Partito Democratico                                           | Sinistra Ecologia Libertà               |
| ------------------------------------------------------------------------------------------- | ------------------------------------------------------------- | --------------------------------------- |
|                                                                                             |                                                               |                                         |
| - Albrecht Plangger - Renate Gebhard - Daniel Alfreider - Mauro Ottobre - Manfred Schullian | - Gianclaudio Bressa - Michele Nicoletti - Marialuisa Gnecchi | - → Nichi Vendola - Florian Kronbichler |
| Il Popolo della Libertà                                                                     | Movimento 5 Stelle                                            | Scelta Civica                           |
|                                                                                             |                                                               |                                         |
| - Michaela Biancofiore                                                                      | - Riccardo Fraccaro                                           | - Lorenzo Dellai                        |

1. ↑  Opta per la circoscrizione Puglia

## Dal 2017

### Collegi elettorali

#### Dal 2017 al 2020
Alla circoscrizione sono attribuiti 11 seggi: 6 sono assegnati con sistema maggioritario, all'interno di altrettanti collegi uninominali; 5 con sistema proporzionale, all'interno di un unico collegio plurinominale.
| Collegio plurinominale | Collegio plurinominale   | Collegi uninominali                                                                                   |
| ---------------------- | ------------------------ | --- |
|                        | Trentino-Alto Adige - 01 | - 01 - Bolzano - 02 - Merano - 03 - Bressanone - 04 - Trento - 05 - Rovereto - 06 - Pergine Valsugana |

#### Dal 2020
In seguito alla riforma costituzionale del 2020 in tema di riduzione del numero dei parlamentari, alla circoscrizione sono attribuiti 7 seggi: 4 sono assegnati mediante sistema maggioritario, all'interno di altrettanti collegi uninominali; 3 mediante sistema proporzionale, all'interno di un unico collegio plurinominale.
| Collegio plurinominale | Collegio plurinominale   | Collegi uninominali                                            |
| ---------------------- | ------------------------ | -------------------------------------------------------------- |
|                        | Trentino-Alto Adige - 01 | - 01 - Trento - 02 - Rovereto - 03 - Bolzano - 04 - Bressanone |

### XVIII legislatura
Il 26 maggio 2019 nei collegi uninominali Trentino-Alto Adige - 04 e Trentino-Alto Adige - 06 si sono tenute elezioni suppletive.

#### Risultati elettorali
|                            | SVP - PATT               | 134 595 | 24,15 | 2 | 241 610 | 43,36 | 3 |  |  |
|                            | Partito Democratico      | 81 698  | 14,66 | – | 241 610 | 43,36 | 3 |  |  |
|                            | +Europa                  | 14 231  | 2,55  | – | 241 610 | 43,36 | 3 |  |  |
|                            | Civica Popolare          | 7 527   | 1,35  | – | 241 610 | 43,36 | 3 |  |  |
|                            | Italia Europa Insieme    | 3 559   | 0,64  | – | 241 610 | 43,36 | 3 |  |  |
|                            | Lega                     | 107 598 | 19,31 | 2 | 163 325 | 29,31 | 3 |  |  |
|                            | Forza Italia             | 39 019  | 7,00  | – | 163 325 | 29,31 | 3 |  |  |
|                            | Fratelli d'Italia        | 14 582  | 2,62  | – | 163 325 | 29,31 | 3 |  |  |
|                            | Noi con l'Italia – UDC   | 2 126   | 0,38  | – | 163 325 | 29,31 | 3 |  |  |
|                            | Movimento 5 Stelle       | 108 698 | 19,51 | 1 | 108 698 | 19,51 | – |  |  |
|                            | Liberi e Uguali          | 21 820  | 3,92  | – | 21 820  | 3,92  | – |  |  |
|                            | CasaPound                | 8 067   | 1,45  | – | 8 067   | 1,45  | – |  |  |
|                            | Potere al Popolo!        | 5 706   | 1,02  | – | 5 706   | 1,02  | – |  |  |
|                            | Il Popolo della Famiglia | 4 897   | 0,88  | – | 4 897   | 0,88  | – |  |  |
|                            | Partito Valore Umano     | 3 121   | 0,56  | – | 3 121   | 0,56  | – |  |  |
| Totale                     | Totale                   | 557 244 | 100   | 5 | 557 244 | 100   | 6 |  |  |
|                            |                          |         |       |   |         |       |   |  |  |
| Schede bianche             | Schede bianche           | 17 971  | 3,03  |   |         |       |   |  |  |
| Schede nulle               | Schede nulle             | 17 138  | 2,89  |   |         |       |   |  |  |
| Votanti                    | Votanti                  | 592 353 | 74,20 |   |         |       |   |  |  |
| Elettori                   | Elettori                 | 798 345 |       |   |         |       |   |  |  |
|                            |                          |         |       |   |         |       |   |  |  |
| Fonte: Camera dei deputati |                          |         |       |   |         |       |   |  |  |

#### Eletti

##### Eletti nei collegi uninominali
Eletti nella coalizione di centro-destra (Lega - FI - FdI - NcI-UDC)
     Eletti nella lista SVP-PATT
     Eletti nella coalizione di centro-sinistra (SVP-PATT - PD - +EUR - CP - Insieme)
| Collegio uninominale | Eletto       | Eletto             | Partito |
| -------------------- | ------------ | ------------------ | ------- |
| 1. Bolzano           |              | Maria Elena Boschi | PD      |
| 2. Merano            |              | Albrecht Plangger  | SVP     |
| 3. Bressanone        |              | Renate Gebhard     | SVP     |
| 4. Trento            |              | Giulia Zanotelli   | Lega    |
| 4. Trento            | Martina Loss |                    | Lega    |
| 5. Rovereto          |              | Vanessa Cattoi     | Lega    |
| 6. Pergine Valsugana |              | Maurizio Fugatti   | Lega    |
| 6. Pergine Valsugana | Mauro Sutto  |                    | Lega    |

1. ↑  In data 19.09.2019 aderisce al gruppo Italia Viva - Italia C'è.
2. 1 2  aderisce al gruppo misto, componente «Minoranze linguistiche.»
3. ↑  Dimissionaria in data 09.01.2019 (assume la carica di assessora nella giunta provinciale trentina).
4. ↑  Dal 31 maggio 2019 (eletta in seguito a elezioni suppletive).
5. ↑  Dimissionario in data 09.01.2019 (assume la carica di presidente nella giunta provinciale trentina).
6. ↑  Dal 1º giugno 2019 (eletto in seguito a elezioni suppletive).

##### Eletti proporzionale
| Collegio plurinominale   | SVP-PATT                               | Lega                               | M5S                 |
| ------------------------ | -------------------------------------- | ---------------------------------- | ------------------- |
| Collegio plurinominale   |                                        |                                    |                     |
| Trentino-Alto Adige - 01 | - Manfred Schullian - Emanuela Rossini | - Diego Binelli - Stefania Segnana | - Riccardo Fraccaro |

1. 1 2  aderisce al gruppo misto, componente «Minoranze linguistiche»
2. ↑  Dimissionaria in data 09.01.2019 (assume la carica di assessora nella giunta provinciale trentina); in data 10.01.2019 le subentra Tiziana Piccolo, che in data 27.05.2021 aderisce al gruppo Coraggio Italia; in pari data torna nel gruppo Lega - Salvini Premier; il 07.07.2022 aderisce al gruppo misto, componente «Coraggio Italia».

### XIX legislatura

#### Risultati elettorali
|                               | Fratelli d'Italia                                              | 95 208  | 18,82 | 1 | 157 788 | 31,19 | 2 |  |  |
|                               | Lega per Salvini Premier                                       | 43 230  | 8,55  | – | 157 788 | 31,19 | 2 |  |  |
|                               | Forza Italia                                                   | 16 947  | 3,35  | – | 157 788 | 31,19 | 2 |  |  |
|                               | Noi Moderati                                                   | 2 403   | 0,48  | – | 157 788 | 31,19 | 2 |  |  |
|                               | Partito Democratico - Italia Democratica e Progressista        | 86 525  | 17,11 | 1 | 133 046 | 26,30 | – |  |  |
|                               | Alleanza Verdi e Sinistra                                      | 29 462  | 5,82  | – | 133 046 | 26,30 | – |  |  |
|                               | +Europa                                                        | 14 781  | 2,92  | – | 133 046 | 26,30 | – |  |  |
|                               | Impegno Civico – Centro Democratico                            | 2 278   | 0,45  | – | 133 046 | 26,30 | – |  |  |
|                               | Südtiroler Volkspartei – Partito Autonomista Trentino Tirolese | 117 032 | 23,14 | 1 | 117 032 | 23,14 | 2 |  |  |
|                               | Azione - Italia Viva                                           | 30 685  | 6,07  | – | 30 685  | 6,07  | – |  |  |
|                               | Movimento 5 Stelle                                             | 25 407  | 5,02  | – | 25 407  | 5,02  | – |  |  |
|                               | Vita                                                           | 22 340  | 4,42  | – | 22 340  | 4,42  | – |  |  |
|                               | Italexit                                                       | 8 762   | 1,73  | – | 8 762   | 1,73  | – |  |  |
|                               | Italia Sovrana e Popolare                                      | 6 447   | 1,27  | – | 6 447   | 1,27  | – |  |  |
|                               | Unione Popolare                                                | 4 338   | 0,86  | – | 4 338   | 0,86  | – |  |  |
| Totale                        | Totale                                                         | 505 845 | 100   | 3 | 505 845 | 100   | 4 |  |  |
|                               |                                                                |         |       |   |         |       |   |  |  |
| Schede bianche                | Schede bianche                                                 | 13 817  | 2,58  |   |         |       |   |  |  |
| Schede nulle                  | Schede nulle                                                   | 15 932  | 2,97  |   |         |       |   |  |  |
| Votanti                       | Votanti                                                        | 535 594 | 66,04 |   |         |       |   |  |  |
| Elettori                      | Elettori                                                       | 811 006 |       |   |         |       |   |  |  |
|                               |                                                                |         |       |   |         |       |   |  |  |
| Data: 25 settembre 2022       |                                                                |         |       |   |         |       |   |  |  |
| Fonte: Ministero dell'interno |                                                                |         |       |   |         |       |   |  |  |

#### Eletti

##### Eletti nei collegi uninominali
Eletti nella coalizione di coalizione di centro-destra (FdI - LSP - FI - NM)
     Eletti nella lista SVP
| Collegio uninominale | Eletto | Eletto             | Partito |
| -------------------- | ------ | ------------------ | ------- |
| 01 - Trento          |        | Andrea De Bertoldi | FdI     |
| 02 - Rovereto        |        | Vanessa Cattoi     | LSP     |
| 03 - Bolzano         |        | Manfred Schullian  | SVP     |
| 04 - Bressanone      |        | Renate Gebhard     | SVP     |

1. ↑  Aderisce al gruppo misto-NI in data 12.08.2024. Aderisce al gruppo Lega - Salvini Premier il 05.02.2025

##### Eletti nei collegi plurinominali
| Collegio plurinominale   | Südtiroler Volkspartei-PATT | Fratelli d'Italia | Partito Democratico-IDP |
| ------------------------ | --------------------------- | ----------------- | ----------------------- |
| Collegio plurinominale   |                             |                   |                         |
| Trentino-Alto Adige - 01 | - Dieter Steger             | - Alessia Ambrosi | - Sara Ferrari          |